# 東八潮
東八潮（ひがしやしお）は、東京都品川区の町名。現行行政地名は東八潮一丁目から東八潮三丁目。住居表示実施済区域。人口は0人である。

## 地理
東京臨海副都心（通称：お台場）の西端に位置しており、港区台場と江東区青海に接し、東京港埋立地13号地に属する。また、中央を首都高速湾岸線が通る。品川区の中では飛び地のように孤立している。全域が埋立地で住宅や学校などは全く存在しない。一丁目と二丁目は潮風公園がほぼ全域を占め、三丁目は船の科学館や日本財団パラアリーナがある。

## 歴史
- 1983年2月1日 - 住居表示を実施する[5]。

### 町名の変遷
| 実施後 | 実施年月日   | 実施前                                                                               |
| ------ | ------------ | ------------------------------------------------------------------------------------ |
| 東八潮 | 1983年2月1日 | 東京都港区、江東区および品川区の地先公有水面埋立地（東京港十三号その一埋立地）の一部 |

## 学区
区立小・中学校に通う場合、学区は以下の通りとなる（2020年4月時点）。
| 町名   | 小学校                 | 中学校             |
| ------ | ---------------------- | ------------------ |
| 東八潮 | 品川区立城南第二小学校 | 品川区立東海中学校 |

## 交通
江東区青海にあるゆりかもめ東京国際クルーズターミナル駅が最寄駅になる。

## 産業

### 事業所
2021年（令和3年）現在の経済センサス調査による事業所数と従業員数は以下の通りである。
- 事業所数 : 3事業所
- 従業員数 : 28人

### 事業者数の変遷
経済センサスによる事業所数の推移。
| 年                 | 事業者数 |
| ------------------ | -------- |
| 2016年（平成28年） | 5        |
| 2021年（令和3年）  | 3        |

### 従業員数の変遷
経済センサスによる従業員数の推移。
| 年                 | 従業員数 |
| ------------------ | -------- |
| 2016年（平成28年） | 68       |
| 2021年（令和3年）  | 28       |

## 施設
- 潮風公園
- 東八潮緑道公園
- 船の科学館
  - 体験教室プール - 旧：シーサイドプール（2008年に遊泳プールとしては営業終了）

## その他

### 日本郵便
- 郵便番号 : 135-0092[3]（集配局 : 晴海郵便局[9]）。